# Alicja Malinowska (siatkarka)
Alicja Malinowska z domu Szajek (ur. 7 stycznia 1983 w Warszawie) – polska siatkarka grająca głównie na pozycji atakującej, czasem też przyjmującej. Od sezonu 2012/2013 zawodniczka PSPS Chemik Police. Absolwentka Szkoły Mistrzostwa Sportowego w Sosnowcu.

## Życiorys
Pierwsze kroki w siatkówce stawiała w klubie MKS Gdynia, następnie w roku 1997 została uczennicą Szkoły Mistrzostwa Sportowego w Sosnowcu. W 1998 z reprezentacją Polski (opartą na zawodniczkach SMS), w kategorii kadetek zdobyła w Gdańsku Mistrzostwo Europy.  W tym samym roku 1998 sięgnęła po brązowy medal Światowej Olimpiady Młodzieży, w 1999 roku została złotą medalistką Europejskiej Olimpiady Młodzieży. W 2000 roku w Szwajcarii zdobyła brązowy medal Mistrzostw Europy juniorek. Po czterech latach spędzonych w Sosnowcu powróciła do Gdyni, by zasilić drużynę tamtejszego Alpatu. Po jednym sezonie przeniosła się do Gedanii, a następnie do AZS AWF Poznań. W roku 2004 została Akademicką Mistrzynią Europy. W sezonie 2004/2005 została ponownie zawodniczką gdańskiej Gedanii. W 2005 roku kolejny raz została Akademicką Mistrzynią Europy. Od sezonu 2005/2006 do sezonu 2007/2008 grała w Centrostalu Bydgoszcz. W sezonie 2008/2009 miała wziąć urlop macierzyński, jednak losy potoczyły się inaczej i znalazła się w Chorwacji, gdzie miała grać w klubie OK Kastela, jednak nie doszła do porozumienia z tamtejszymi działaczami. Wróciła do Polski i przez dwa miesiące była zawodniczką LTS Legionovii Legionowo. Następnie miała ponad dwuletni rozbrat z siatkówką. Po urlopie macierzyńskim wróciła na siatkarskie parkiety i w grudniu 2010 stała się zawodniczką KS Piecobiogazu Murowanej Gośliny.

## Kluby
| Klub                            | Kraj      | Lata gry    |
| ------------------------------- | --------- | ----------- |
| PSPS Chemik Police              | Polska    | 2012 –      |
| KS Piecobiogaz Murowana Goślina | Polska    | 2010 – 2012 |
| LTS Legionovia Legionowo        | Polska    | 2008 – 2009 |
| OK Kastela                      | Chorwacja | 2008 – 2009 |
| Centrostal Bydgoszcz            | Polska    | 2005 – 2008 |
| Gedania Gdańsk                  | Polska    | 2004 – 2005 |
| AZS AWF Poznań                  | Polska    | 2003 – 2004 |
| Gedania Gdańsk                  | Polska    | 2002 – 2003 |
| Alpat Gdynia                    | Polska    | 2001 – 2002 |
| SMS PZPS Sosnowiec              | Polska    | 1997 – 2001 |
| MKS Gdynia                      | Polska    | do 1997     |

## Sukcesy
- 1998 – brązowa medalistka Światowej Olimpiady Młodzieży, Rosja
- 1999 – złota medalistka Europejskiej Olimpiady Młodzieży, Dania
- 1999 – mistrzyni Europy kadetek, Polska
- 2000 – brązowa medalistka Mistrzostw Europy juniorek, Szwajcaria
- 2004 – Akademickie Mistrzostwo Europy, Portugalia
- 2005 – Akademickie Mistrzostwo Europy, Estonia
- 2006 – Superpuchar Polski
- 2006 – IV miejsce z Centrostalem Bydgoszcz w finale Top Teams Cup